# Yann-Erik de Lanlay
Yann-Erik Randa Bahezre de Lanlay (Stavanger, 14 mei 1992) is een Noors professioneel voetballer die doorgaans als rechtsbuiten speelt. In januari 2020 verruilde hij Rosenborg BK voor Viking FK. De Lanlay maakte in 2013 zijn debuut in het Noors voetbalelftal.

## Clubcarrière
De Lanlay is een zoon van een Franse vader en een Noorse moeder. Hij begon zijn carrière in de jeugdopleiding van Vaulen IL, waar hij gescout werd door Viking FK. Aldaar speelde hij tussen 2007 en 2010 in de opleiding. Op 17 oktober 2010 debuteerde de jonge vleugelaanvaller voor Viking, toen er met 2–1 verloren werd op bezoek bij Odd Grenland. Zijn eerste doelpunt volgde bijna een jaar later, op 31 juli 2011; tijdens een 2–0-overwinning op Fredrikstad FK opende De Lanlay de score. In oktober 2013 maakte Viking bekend het contract van de rechtsbuiten opengebroken en verlengd te hebben tot het einde van 2016. Dit contract zou hij niet uitzitten want medio 2015 nam Rosenborg BK De Lanlay over. Bij Rosenborg speelde hij minder dan in zijn tijd bij Viking, maar hij werd wel viermaal op rij landskampioen. In januari 2020 verliep zijn verbintenis, waarop de Noor terugkeerde bij Viking. Hier tekende hij een contract voor vier seizoenen. In september 2023 werd zijn verbintenis opengebroken en met twee jaar verlengd tot eind 2025.

## Interlandcarrière
De Lanlay debuteerde op 8 januari 2013 in het Noors voetbalelftal. Op die dag werd er met 0–1 gewonnen van Zuid-Afrika door een doelpunt van Tarik Elyounoussi. De Lanlay moest van bondscoach Egil Olsen beginnen op de reservebank en hij mocht in de rust invallen voor Erik Huseklepp. De andere debutanten dit duel waren Jørgen Horn (Strømsgodset IF), Fredrik Semb Berge (Odds BK), Ruben Kristiansen (Tromsø IL), Mohammed Fellah (Vålerenga IF) en Marcus Pedersen (Odense BK). Tijdens zijn derde intelrnad, op 15 januari 2014, kwam De Lanlay voor het eerst tot scoren, tegen Moldavië. Nadat Veaceslav Posmac dat land op de voorsprong had gezet, maakte Ola Kamara net voor rust gelijk. De Lanlay, die van bondscoach Per-Mathias Høgmo de hele wedstrijd mocht meespelen, zorgde in de tweede helft voor de winnende treffer van Noorwegen: 1–2.
| Interlands van Yann-Erik de Lanlay voor Noorwegen | Interlands van Yann-Erik de Lanlay voor Noorwegen | Interlands van Yann-Erik de Lanlay voor Noorwegen | Interlands van Yann-Erik de Lanlay voor Noorwegen | Interlands van Yann-Erik de Lanlay voor Noorwegen | Interlands van Yann-Erik de Lanlay voor Noorwegen | Interlands van Yann-Erik de Lanlay voor Noorwegen |
| №                                                 | Datum                                             | Wedstrijd                                         | Uitslag                                           | Competitie                                        | Goals                                             |                                                   |
| Als speler bij Viking FK                          | Als speler bij Viking FK                          | Als speler bij Viking FK                          | Als speler bij Viking FK                          | Als speler bij Viking FK                          | Als speler bij Viking FK                          | Als speler bij Viking FK                          |
| ------------------------------------------------- | ------------------------------------------------- | ------------------------------------------------- | ------------------------------------------------- | ------------------------------------------------- | ------------------------------------------------- | ------------------------------------------------- |
| 1                                                 | 8 januari 2013                                    | Zuid-Afrika – Noorwegen                           | 0 – 1                                             | Vriendschappelijk                                 |                                                   |                                                   |
| 2                                                 | 12 januari 2013                                   | Zambia – Noorwegen                                | 0 – 0                                             | Vriendschappelijk                                 |                                                   |                                                   |
| 3                                                 | 15 januari 2014                                   | Moldavië – Noorwegen                              | 1 – 2                                             | Vriendschappelijk                                 | 67'                                               |                                                   |
| 4                                                 | 18 januari 2014                                   | Noorwegen – Polen                                 | 0 – 3                                             | Vriendschappelijk                                 |                                                   |                                                   |
| 5                                                 | 27 augustus 2014                                  | Noorwegen – Verenigde Arabische Emiraten          | 0 – 0                                             | Vriendschappelijk                                 |                                                   |                                                   |

Bijgewerkt op 22 april 2025.

## Erelijst
| Tippeligaen | 4 | 2015, 2016, 2017, 2018 |
| NM Cupen    | 3 | 2015, 2016, 2018       |
| Supercup    | 2 | 2017, 2018             |